# Volley Masters Montreux 2015
Montreux Volley Masters – 30. edycja towarzyskiego turnieju siatkarskiego, który trwał od 26 maja do 31 maja. W turnieju wzięło udział 8 reprezentacji:
- Chiny
- Dominikana
- Holandia
- Japonia
- Niemcy
- Rosja
- Turcja
- Włochy

## Faza grupowa

### Grupa A
Tabela
| Lp. | Drużyna    | Pkt | Mecze | Mecze | Mecze | Sety | Sety | Sety  | Małe punkty | Małe punkty | Małe punkty |
| Lp. | Drużyna    | Pkt | M     | W     | P     | wyg. | prz. | ratio | zdob.       | str.        | ratio       |
| --- | ---------- | --- | ----- | ----- | ----- | ---- | ---- | ----- | ----------- | ----------- | ----------- |
| 1   | Holandia   | 9   | 3     | 3 (0) | 0 (0) | 9    | 1    | 9.000 | 254         | 213         | 1.192       |
| 2   | Rosja      | 6   | 3     | 2 (0) | 1 (0) | 7    | 4    | 1.750 | 252         | 255         | 0.988       |
| 3   | Chiny      | 3   | 3     | 1 (0) | 2 (0) | 4    | 7    | 0.571 | 254         | 258         | 0.984       |
| 4   | Dominikana | 0   | 3     | 0 (0) | 3 (0) | 1    | 9    | 0.111 | 212         | 246         | 0.862       |

Źródło: volleymasters.ch
Punktacja: 3:0 i 3:1 – 3 pkt; 3:2 – 2 pkt; 2:3 – 1 pkt; 1:3 i 0:3 – 0 pkt
Zasady ustalania kolejności: 1. liczba punktów; 2. liczba zwycięstw; 3. stosunek setów; 4. stosunek małych punktów; 5. bilans w bezpośrednich meczach
     awans do półfinałów
     mecze o miejsca 5-8
Wyniki
| Data  | Godz. | Drużyna 1  | Wynik | Drużyna 2  | 1     | 2     | 3     | 4     | 5 | Widzów | * |
| ----- | ----- | ---------- | ----- | ---------- | ----- | ----- | ----- | ----- | - | ------ | - |
| 26.05 | 16:30 | Chiny      | 3:1   | Dominikana | 25:20 | 20:25 | 25:20 | 25:20 |   |        | 1 |
| 27.05 | 16:30 | Chiny      | 0:3   | Holandia   | 18:25 | 24:26 | 27:29 |       |   |        | 2 |
| 27.05 | 21:00 | Dominikana | 0:3   | Rosja      | 23:25 | 21:25 | 23:25 |       |   |        | 3 |
| 28.05 | 18:30 | Holandia   | 3:1   | Rosja      | 25:20 | 23:25 | 25:17 | 25:22 |   |        | 4 |
| 29.05 | 16:30 | Dominikana | 0:3   | Holandia   | 14:25 | 24:26 | 22:25 |       |   |        | 5 |
| 29.05 | 21:00 | Rosja      | 3:1   | Chiny      | 18:25 | 25:23 | 25:19 | 25:23 |   |        | 6 |

### Grupa B
Tabela
| Lp. | Drużyna | Pkt | Mecze | Mecze | Mecze | Sety | Sety | Sety  | Małe punkty | Małe punkty | Małe punkty |
| Lp. | Drużyna | Pkt | M     | W     | P     | wyg. | prz. | ratio | zdob.       | str.        | ratio       |
| --- | ------- | --- | ----- | ----- | ----- | ---- | ---- | ----- | ----------- | ----------- | ----------- |
| 1   | Japonia | 9   | 3     | 3 (0) | 0 (0) | 9    | 1    | 9.000 | 255         | 203         | 1.256       |
| 2   | Turcja  | 6   | 3     | 2 (0) | 1 (0) | 6    | 4    | 1.500 | 231         | 218         | 1.060       |
| 3   | Niemcy  | 3   | 3     | 1 (0) | 2 (0) | 4    | 7    | 0.571 | 261         | 276         | 0.946       |
| 4   | Włochy  | 0   | 3     | 0 (0) | 3 (0) | 1    | 9    | 0.111 | 202         | 252         | 0.802       |

Źródło: volleymasters.ch
Punktacja: 3:0 i 3:1 – 3 pkt; 3:2 – 2 pkt; 2:3 – 1 pkt; 1:3 i 0:3 – 0 pkt
Zasady ustalania kolejności: 1. liczba punktów; 2. liczba zwycięstw; 3. stosunek setów; 4. stosunek małych punktów; 5. bilans w bezpośrednich meczach
     awans do półfinałów
     mecze o miejsca 5-8
Wyniki
| Data  | Godz. | Drużyna 1 | Wynik | Drużyna 2 | 1     | 2     | 3     | 4     | 5 | Widzów | * |
| ----- | ----- | --------- | ----- | --------- | ----- | ----- | ----- | ----- | - | ------ | - |
| 26.05 | 18:30 | Włochy    | 1:3   | Niemcy    | 20:25 | 15:25 | 25:21 | 23:25 |   |        | 1 |
| 26.05 | 21:00 | Japonia   | 3:0   | Turcja    | 25:19 | 26:24 | 25:18 |       |   |        | 2 |
| 27.05 | 18:30 | Turcja    | 3:1   | Niemcy    | 17:25 | 25:22 | 25:16 | 25:14 |   |        | 3 |
| 28.05 | 16:30 | Niemcy    | 1:3   | Japonia   | 27:25 | 17:25 | 20:25 | 24:26 |   |        | 4 |
| 28.05 | 21:00 | Włochy    | 0:3   | Turcja    | 17:25 | 26:28 | 22:25 |       |   |        | 5 |
| 29.05 | 18:30 | Japonia   | 3:0   | Włochy    | 25:12 | 28:26 | 25:16 |       |   |        | 6 |

## Faza play-off

### Mecze o miejsca 5-8
| Data  | Godz. | Drużyna 1 | Wynik | Drużyna 2  | 1     | 2     | 3     | 4     | 5 | Widzów | * |
| ----- | ----- | --------- | ----- | ---------- | ----- | ----- | ----- | ----- | - | ------ | - |
| 30.05 | 14:00 | Niemcy    | 3:1   | Dominikana | 25:19 | 27:29 | 26:24 | 28:26 |   |        | 1 |
| 30.05 | 21:00 | Chiny     | 1:3   | Włochy     | 25:27 | 21:25 | 25:15 | 16:25 |   |        | 2 |

### Półfinały
| Data  | Godz. | Drużyna 1 | Wynik | Drużyna 2 | 1     | 2     | 3     | 4     | 5     | Widzów | * |
| ----- | ----- | --------- | ----- | --------- | ----- | ----- | ----- | ----- | ----- | ------ | - |
| 30.05 | 17:00 | Holandia  | 2:3   | Turcja    | 27:29 | 25:23 | 13:25 | 25:17 | 13:15 |        | 1 |
| 30.05 | 19:00 | Japonia   | 3:0   | Rosja     | 25:23 | 25:22 | 25:13 |       |       |        | 2 |

### Mecz o 3 miejsce
| Data  | Godz. | Drużyna 1 | Wynik | Drużyna 2 | 1     | 2     | 3     | 4 | 5 | Widzów | * |
| ----- | ----- | --------- | ----- | --------- | ----- | ----- | ----- | - | - | ------ | - |
| 31.05 | 13:30 | Holandia  | 3:0   | Rosja     | 25:21 | 25:21 | 25:21 |   |   |        | 1 |

### Finał
| Data  | Godz. | Drużyna 1 | Wynik | Drużyna 2 | 1     | 2     | 3     | 4     | 5     | Widzów | * |
| ----- | ----- | --------- | ----- | --------- | ----- | ----- | ----- | ----- | ----- | ------ | - |
| 31.05 | 16:00 | Turcja    | 3:2   | Japonia   | 22:25 | 19:25 | 25:19 | 25:23 | 15:10 |        | 1 |

## Klasyfikacja końcowa
| Miejsce | Reprezentacja |
| ------- | ------------- |
| 1.      | Turcja        |
| 2.      | Japonia       |
| 3.      | Holandia      |
| 4.      | Rosja         |
| 5.      | Niemcy        |
| 5.      | Włochy        |
| 7.      | Dominikana    |
| 7.      | Chiny         |

## Nagrody indywidualne
| MVP        | Najlepsza atakująca | Najlepsze środkowe      | Najlepsza rozgrywająca | Najlepsze przyjmujące | Najlepsza libero |
| ---------- | ------------------- | ----------------------- | ---------------------- | --------------------- | ---------------- |
| Yuki Ishii | Lonneke Slöetjes    | Yvon Beliën Büşra Cansu | Naz Aydemir Akyol      | Yuki Ishii Anne Buijs | Kotoki Zayasu    |